# حيدر الصفوي

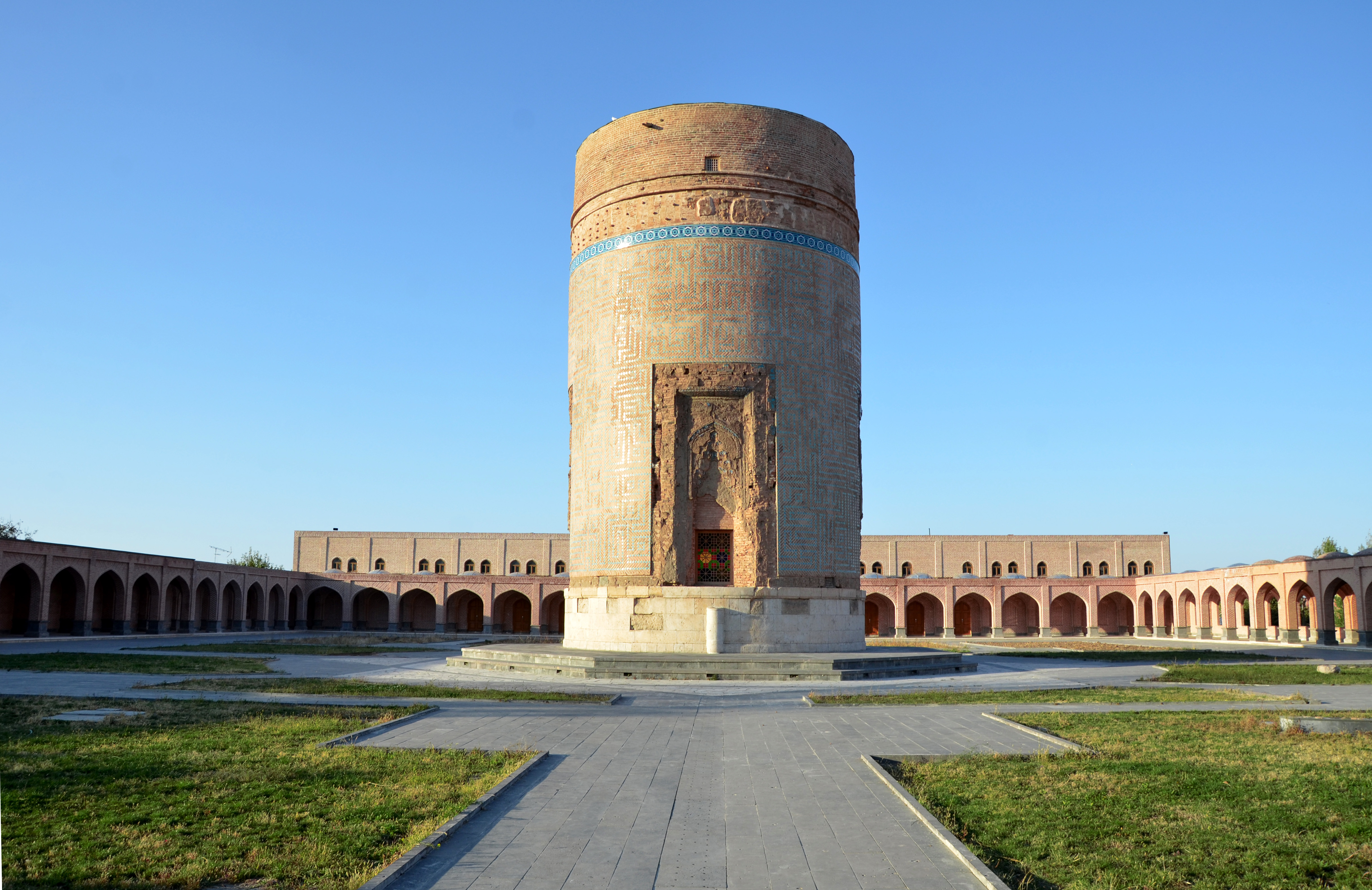
ضريح الشيخ حيدر

الشيخ حيدر الصفوي أو السلطان حيدر الصفوي (ولد:؟ -توفى 1488م) من المشايخ الصفويين ووالد إسماعيل الأول الصفوي (مؤسس سلالة الصفويين). بحسب الكاتب أحمد كسروى، من المحتمل أن أجداد الصفويين إلى الشيخ حيدر كانوا من أهل السنة والجماعة على مذهب الإمام الشافعي وكانوا هم مؤسسين العائلة أو السلالة الصفوية  والتي كانت تهدف لتشكيل حكومة.
الشيخ حيدر هو ابن الشيخ جنيد وابن أخ السلطان حسن قوصون قائد الآق قويولنو. ولد الشيخ حيدر بعدة وفاة أبيه بشهر، فقام حسن قوصون بتعليم الشيخ حيدر. بعدها قامت حرب بين حسن قوصون وأخية الكبير جهانشاه والتي انتهت بفوز حسن ومقتل جهانشاه. لذا وبدعم الحاكم الجديد، استطاع حيدر الدخول إلى أربيل والتي عاش فيها إلى وصل لسن يسمح له بأن يصبح شيخ الصوفية.